# 松尾銀三
松尾銀三（日语：松尾 銀三，1951年12月26日—2001年8月25日），日本男性配音員、演員、旁白。銀Production初代社長。出身於大分縣中津市。身高163cm。O型血。

## 生平
本名松尾廣一（松尾 広一／まつお こういち）。大分縣立中津北高等學校、立正大學文學部畢業。
以前經歷劇團櫂、劇團青杜、青二Production、Production M-three。
離開青二Production之後。1992年7月，自行就任執行董事社長，成立劇團銀Production，1997年3月改現名「有限公司銀Production」。
2001年8月25日傳出罹患蛛網膜下腔出血症急逝，終年49歳。此消息也在《犬夜叉》動畫播出時在畫面上方的新聞字幕組群插入報導。因松尾身為事務所的執行董事社長必須需兼顧劇團的管理經營、個人的配音工作和出任舞台客席指揮等。一天下來行程排得太滿幾乎沒有休息的片刻也是讓松尾驟然早逝的原因之一。同年夏天於東映動畫博覽會上映的《數碼寶貝03馴獸師之王》和《金肉人二世》事實上是松尾生前最後配音的作品。而《小魔女DoReMi》系列的角色亞雷奇三多魯·T·老頭阿迪在《大～集合！小魔女DoReMi》的最終話第30話（2001年9月2日播出）至《小魔女DoReMi 大合奏！》的第1話（2002年2月3日播出）在決定由金光宣明接替之前都沒有出場。

## 人物
主要飾演中年男性或老人，還演過嚴肅到搞笑、好人變成壞人或壞人變成好人的角色。
1980年代前半加入青二Production之後正式進入配音界後，主要參加東映動畫作品的配音演出，其中為人熟悉的是《ONE PIECE》的斯摩格、《靈異教師神眉》的金田勝和校長。除了東映動畫作品之外，還配過《蠟筆小新》的野原銀之介、《忍者亂太郎》的嘿姆嘿姆、《犬夜叉》的爺爺等同名作品和SHIN-EI動畫、日昇動畫作品的多位配角。
對新人都會特別給予關愛和照顧，也因此獲得後進人士的尊敬。
特技有作詞、作曲、歌唱、模仿。

## 繼任
在松尾逝世後，配音員接任作品如下：
- 島田敏－『忍者亂太郎』：嘿姆嘿姆、『超能奇兵』：畢夫
- 江川央生－『忍者亂太郎』：成金土地田衞門
- 長 (長島雄一)－『蠟筆小新』：野原銀之介、『超能奇兵：進化前篇』：畢夫
- 鈴木勝美－『犬夜叉』：爺爺、『勇者警察』：契夫廷（PS2版『新世紀勇者大戰（日语：新世紀勇者大戦）』）
- 金光宣明－『小魔女DoReMi系列』：亞雷奇三多魯·T·老頭阿迪、『麵包超人』：貓咪機器人
- 立木文彥－『辣妹當家』：壽泰三、『攻殼機動隊2.0』：老人
- 大場真人－『ONE PIECE』：斯摩格
- 山崎巧－『金肉人二世』：海象人
- 茶風林－『天外魔境 第四默示錄（日语：天外魔境 第四の黙示録）』：（PSP版）
- 辻親八－『機動戰士V GUNDAM』：金·哲罕南（PS2版『SD鋼彈 G世代 SPIRITS』)
- 園部啓一－『七龍珠改』：战五渣農民
- 山寺宏一－『麵包超人』：柚子爺爺
- 稻田徹－『新機動戰記鋼彈 W DUAL STORY G-UNIT（日语：新機動戦記ガンダムW デュアルストーリー G-UNIT）』：布魯姆·布羅克斯（PSP版『SD鋼彈 G世代 OVER WORLD』以外）
- 楠大典－『數碼寶貝大冒險』：怪蛙皇獸（PSP版）
- 龍田直樹－: 權助[注 1]

## 演出
粗體字表示主要角色。

### 電視劇
- 外科醫生有森冴子
- 宛如飛翔

### 電視動畫
1985年
- 鬼太郎 (第3作)（工場長）

1987年
- 超能力魔美（古本屋、國文老師、老人、應援團幹部A、刑事B、播報員、老人跑者、老師、作業員、客、男子、爸爸的同窗生C、警官B、宇野目、小杉亮太、魔美的爺爺、記者、漫才師A、蕎麥屋、魚源）
- 城市獵人（客人B、看守人員、魚店、執事、社長、中國人、長老A、拉麵屋）
- 聖魔大戰（魔井DO、IDO弁慶、地念魔、魔縮小）

1988年
- 魁!! 男塾（江戶川、巡査A、豪學連B）
- 城市獵人2（社長）
- 光頭騙子禿丸（日语：つるピカハゲ丸）（町長、習題假面）
- 甜蜜小天使（1988年）（大將的父親〈赤塚文造〉、犯人、又造）
- 比利犬（日语：ビリ犬）（道加、老師 等）

1989年
- 惡魔君（老紳士、格剌希亞拉波斯、巴巴妥司）
- 美味大挑戰（北山社長）
- 烏龍少爺（日语：おぼっちゃまくん）（龜長老）
- 西瓜皮先生（中原社長、主任、山下、刑事、岡友）
- 奇天烈大百科（遠山）
- 新聖魔大戰（おデジん）
- 城市獵人3（頭目）
- 七龍珠（烏南）
- 七龍珠Z（战五渣農民）
- 比利犬商會（道加 等）
- 魔動王（斯特凡）
- 以柔克剛（南斯拉夫的計程車司機、交換衛生紙業者）

1990年
- 櫻桃小丸子 (第1期)（萩本欽一、牧伸二、凱西高峰）
- 大耳鼠（八百屋）
- 神通小精靈（マハンバー、庄屋）
- 夠了！阿太郎 (1990年版)（日语：もーれつア太郎）（女形）
- 長腿叔叔（醫生、男子）

1991年
- 奇天烈大百科（安田文平）
- 裝甲拯救隊（奧米加）
- 21衛門（男子A、水之宇宙人、客人、拉琵、章魚、熊、盗賊A）

1992年
- 蠟筆小新（野原銀之介〈初代〉、社員A、經理）
- 超電動機械人 鐵人28號FX（愛爾畢斯兄弟〈弟弟〉）
- 超時空保姆（社長）

1993年
- 機動戰士V鋼彈（金·哲罕南）
- 城市風雲兒（ハンゲツ、宿主）
- GS美神（コンプレックス妖怪）
- 疾風戰士（ブラックマン）
- 哆啦A夢 (大山羨代版)（巡査、神奇老公公）
- 忍者亂太郎（嘿姆嘿姆〈初代〉）
- 龍虎之拳（傑克·塔納）
- 黑色推銷員 春之特大號（牛河）

1994年
- 機動武鬥傳G鋼彈（黑桃Q）
- 忍者亂太郎（新兵衛的父親〈代替〉、家臣C、橫槍入十郎）
- 美少女戰士S（教頭）
- 勇者警察傑德卡（酋長、羅伯特·清志·稀井、暗黑酋長）
- 紅色巴隆（艾西莫夫博士）

1995年
- 動畫世界的童話（日语：世界名作童話シリーズ ワ〜ォ!メルヘン王国）（莫葛拉）
- 去吧！稻中桌球社（上原）
- 空想科學世界（柏拉圖）
- 熊之噗太郎（日语：クマのプー太郎）
- 神秘的世界（シャノワール）
- 忍者亂太郎（胖忍者、埃田貝藏）
- VR快打（ヤン·ウェイミン）
- （王樣）

1996年
- 鬼太郎 (第4作)（百百爺、淺間教授）
- 靈異教師神眉（金田勝、校長）
- 超者萊汀（日语：超者ライディーン）（凱爾派兄）
- 聖天空戰記（吉歐、盧姆、魔道士C）
- 忍者亂太郎（一刀齋、狸貓臉男子、竹林番駄、羽黑弟）
- 魔法提琴手（王）
- 美少女戰士Sailor Stars（署長）
- 名偵探柯南（戴太陽眼鏡的男子B、百貨公司挾持男子B、隅井豪）
- 浪客劍心（小隊長）

1997年
- 甜心戰士F（團兵衛、將軍）
- 金田一少年之事件簿（香山三郎、矢荻久義）
- 超魔神英雄傳（夫通、根塔科斯）
- 忍者亂太郎（係員B）
- 忍企鵝真丸（日语：忍ペンまん丸）（機器人先生）
- 龍虎之拳（傑克·塔納）
- 橫行太保（日日野晴霽、保鑣）
- 靈異獵人（沼之靈）
- 夢之蠟筆王國（トーフモン、茶色大臣）
- 失落的宇宙（武器商人）

1998年
- 魔法陣都市（ツァイリーム）
- 新阿拉蕾（召し使い）
- 南海奇皇（日语：南海奇皇）（竹末芳幸）
- 忍者亂太郎（成金土地田門〈初代〉）
- 開花天使天天（フクジン）
- 甜蜜小天使 (1998年版)（大將的父親〈赤塚文造〉）
- 守護月天（建築業者）
- 名偵探柯南（風岩戶）

1999年
- 伊索世界（バッファロー、父）
- 伊甸少年（オルトラン）
- 小魔女DoReMi（亞雷奇三多魯·T·老頭阿迪〈初代〉、審判員、谷山的父親、城主）
- 金田一少年之事件簿（上司、父親）
- 格鬥小霸王（頭巾）
- 麵包超人（柚子公主的爺爺〈初代〉）
- 數碼寶貝大冒險（怪蛙皇獸）
- 忍者亂太郎（聲、門衛、烈號的家臣）
- 炸彈人 彈珠人爆外傳V（サバタボン）
- 魔法使Tai！（店長）
- 怪獸農場 ～圓盤石的秘密～（日语：モンスターファーム (アニメ)）（隊長）

2000年
- 犬夜叉（爺爺〈初代〉）
- 金田一少年之事件簿（玄武德一、朱雀齋介）
- 週刊故事樂園（日语：週刊ストーリーランド）（銀行員、壞人、警官、審査員）
- 麵包超人（クマしちょう）
- 數碼寶貝大冒險02（怪蛙皇獸）
- 忍者亂太郎（士兵B、糰子店、士兵、毒竹城忍者A、忍者B）
- 法布爾先生是名偵探（日语：ファーブル先生は名探偵）（警部）
- ONE PIECE（斯摩格〈初代〉）

2001年
- 辣妹當家（壽泰三〈初代〉）
- 超能奇兵（畢夫〈初代〉、P.P.）
- 忍者亂太郎（忍者、海賊D、海賊B、手下B、村人）

### 電影動畫
1992年
- 紅豬

1993年
- 怪博士與機器娃娃：嗯加！企鵝村的早晨（日语：Dr.スランプ アラレちゃん んちゃ!ペンギン村はハレのち晴れ）（校長）

1994年
- 酸梅星王子：來自宇宙的盡頭～乓啪囉乓！（權助）
- 快打旋風II MOVIE（迪杰）

1995年
- GHOST IN THE SHELL／攻殼機動隊（老人）
- 2112年哆啦A夢的誕生（醫生）
- 劇場版 超時空要塞7：銀河在呼喚我（米格魯）

1996年
- 超人力霸王公司（日语：ウルトラマンカンパニー）
- 劇場版 忍者亂太郎（嘻姆嘻姆）
- (超)劇場版！靈異教師神眉（金田勝）

1997年
- 靈異教師神眉：午夜0點，神眉必死！（金田勝）
- 喀喀喀的鬼太郎 妖怪午夜棒球（小豆洗）
- 劇場版 天地無用！盛夏的聖誕夜
- 哆啦A夢：大雄的發條都市冒險記（熊虎鬼五郎〈黑痣先生〉）

2000年
- 劇場版 聖天空戰記（吉歐、盧姆）
- 蠟筆小新：風起雲湧的叢林冒險（野原銀之介）
- 人狼 JIN-ROH

2001年
- 劇場版 金肉人二世（海象人）
- 蠟筆小新：風起雲湧！猛烈！大人帝國的反擊（野原銀之介）
- 劇場版 數碼寶貝03馴獸師之王：冒險者的戰鬥（浦添渡）

### OVA
1988年
- 遠山櫻宇宙帖 那傢伙的名字叫哥魯德（日语：遠山桜宇宙帖 奴の名はゴールド）（男子C）
- （巨男）

1990年
- 藤子·F·不二雄科幻短篇 宇宙船製造法（日语：藤子不二雄アニメ史#OVA）（堂毛）
- 寂寞的宇宙戰爭（日语：ひとりぼっちの宇宙戦争）（源田）

1991年
- 機動戰士鋼彈0083：星塵回憶（阿洛伊斯·莫斯里）
- 人魚之森（招徠故靠的宣傳員）

1993年
- 代紋TAKE2 第II章（日语：代紋TAKE2）（仲西建造）

1994年
- 銀河英雄傳說

1998年
- 火宵之月 ～秋狂言～（日语：火宵の月）（後醍醐天皇）

1999年
- 危險調查員（服務生）

2000年
- 怪醫黑傑克（長谷川）

### 遊戲
1996年
- 熊之噗太郎 天空是粉紅色的！全員集合!!（那樣是行不通的）（日语：クマのプー太郎）

1997年
- （季弘、木彫僧侶）
- 天外魔境 第四默示錄（日语：天外魔境 第四の黙示録）（奇夫·布魯）
- 忍企鵝真丸（日语：忍ペンまん丸）（機器人先生）

1998年
- 火星物語（日语：火星物語）（薛吉）
- 傭兵之盾特別篇
- （五郎丸文太）
- （瓦爾特博士）

2000年
- SD鋼彈 G世代-F（黑桃Q、布魯姆·布羅克斯）

2001年
- SD鋼彈 G世代-F.I.F（黑桃Q、布魯姆·布羅克斯）
- 秋之回憶2（嘍囉角色）
- 異世界傳說2（頭目）
- ONE PIECE 偉大航路之爭！（日语：ONE PIECE グランドバトル!）（斯摩格）
- ONE PIECE 飛吧海賊團！（日语：ONE PIECE とびだせ海賊団!）（斯摩格）

### CD
- INFERIUS惑星戰史外傳 CONDITION GREEN（日语：インフェリウス惑星戦史外伝 CONDITION GREEN）（哈比·加葛尼）
- 廣播劇CD版 CLOCK TOWER GHOST HEAD（日语：クロックタワーゴーストヘッド）（御堂島崇）

### 外語配音

#### 電影
- 悍將奇兵（英语：Breakdown (1997 film)）（Belle's bartender〈Jack McGee〉）※日本電視台版。

#### 電視影集
- 芝麻街（Benny）
- 說書人（英语：The Storyteller (TV series)）（死神、惡魔）

#### 動畫
- 星際大戰：DROID的大冒險（Gir Kybo Ren-Cha）※VHS版。
- 傻大貓與翠迪鳥的懸疑劇場（英语：The Sylvester & Tweety Mysteries）（赫克托爾）
- 湯瑪士小火車（柴油10）
  - 湯瑪士小火車：湯瑪士和神奇鐵路（英语：Thomas and the Magic Railroad）（柴油10）

### 舞台
- 三軒茶屋物語
- 向日葵繁盛記
- 芝麻開門!!
- 世田谷線物語

### 其它
- （Soft On Demand）的實況播報員
- 忍者龜 玩具廣告的旁白
- 托支持隧道二人組的大家的福（日语：とんねるずのみなさんのおかげです）（假面諾利達）的旁白

## 腳註